# Château d'Arcos de la Frontera
Le château d'Arcos de la Frontera (Castillo de la Frontera) est un château situé dans la ville homonyme en Andalousie. Il a été déclaré bien d'intérêt culturel en 1993.

## Présentation

Château d'Arcos de la Frontera
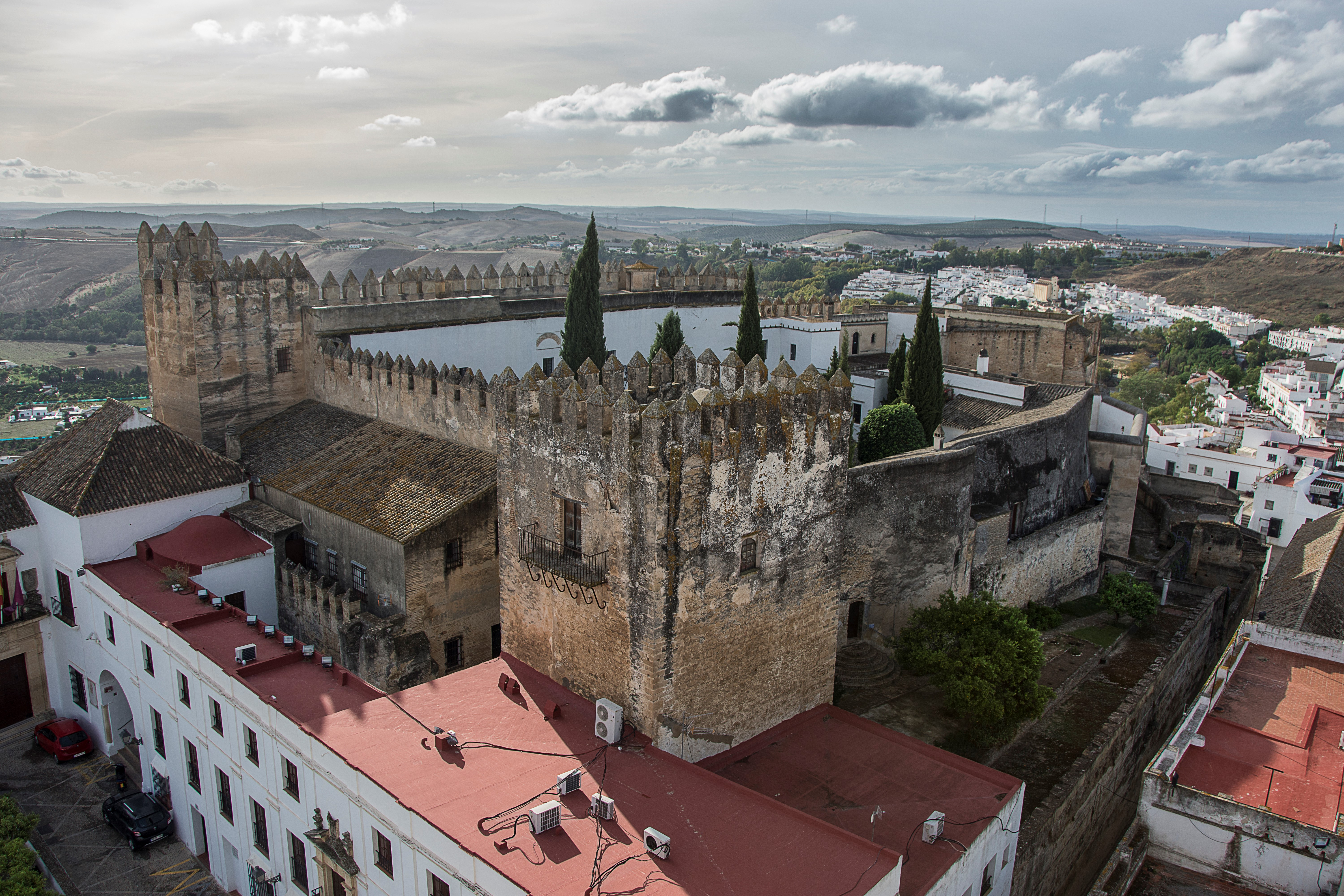
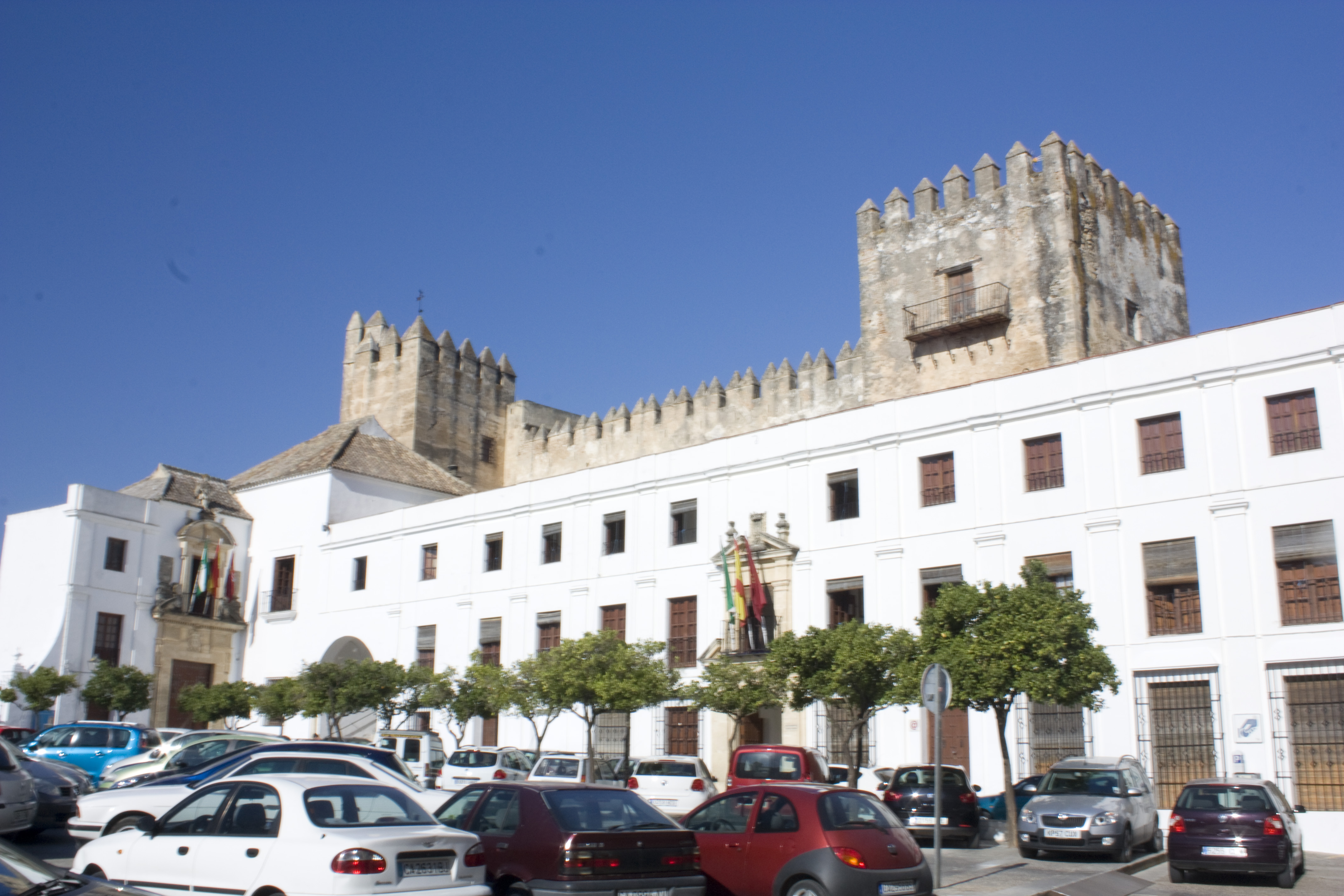
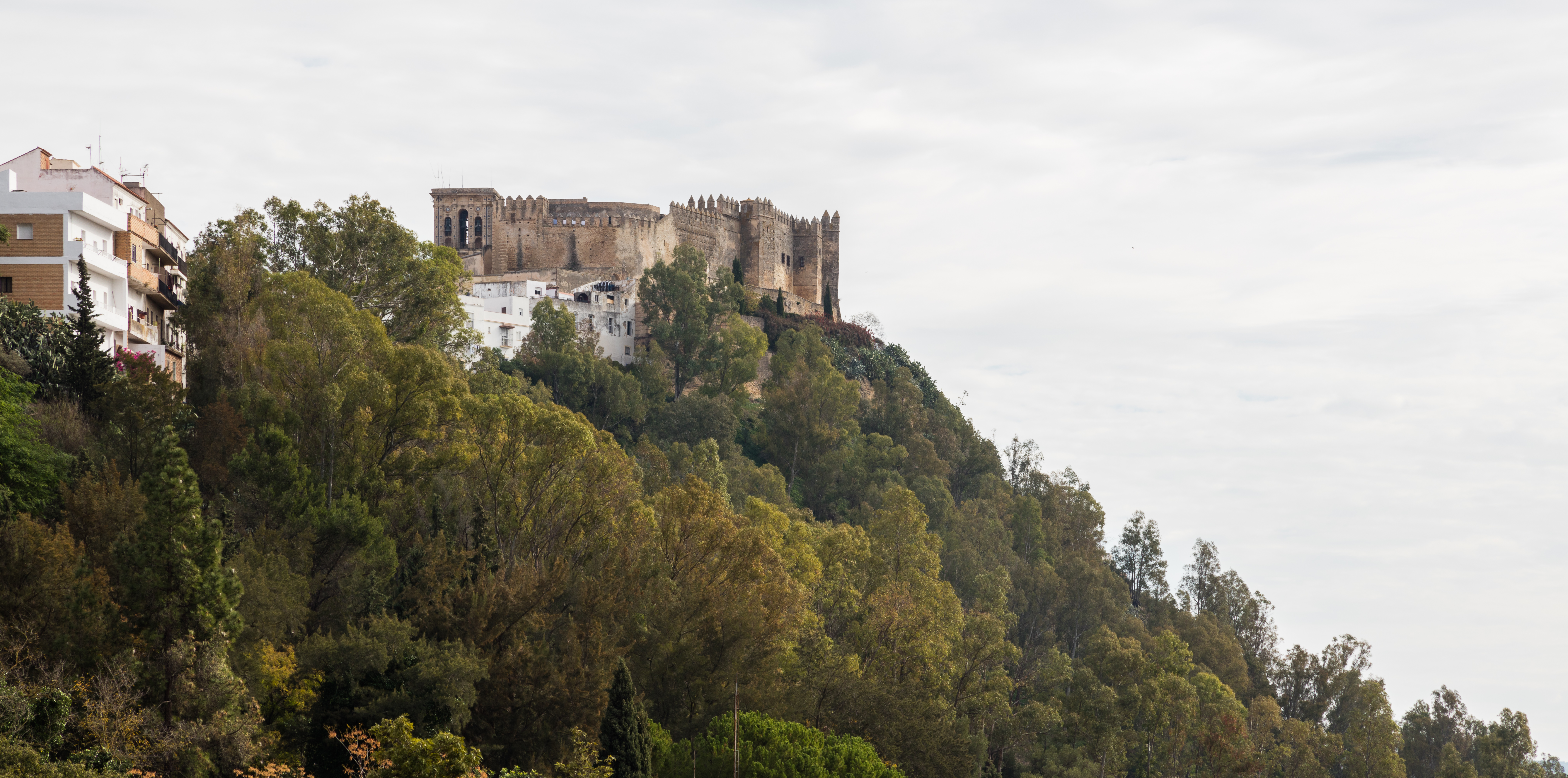
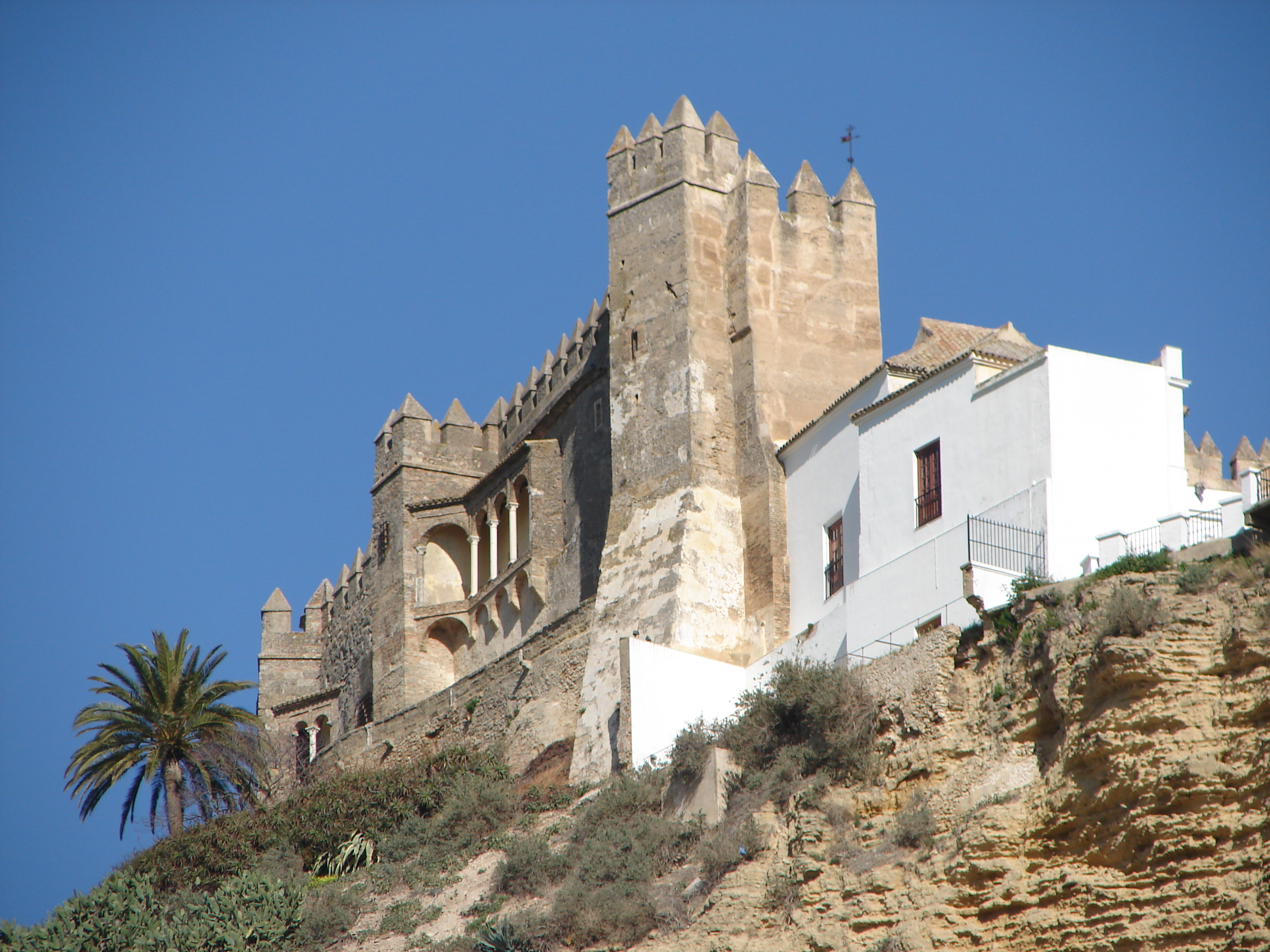